# 桑德斯山 (威爾克斯地)
桑德斯山（英語：Saunders Hill）是南極洲的山峰，位於威爾克斯地，處於風車行動群島以東，根據美國海軍拍攝的空中照片被繪入地圖，以生物學家命名。
66°19′S 110°32′E / 66.317°S 110.533°E